# Парке (станція метро)
38°43′47″ пн. ш. 9°9′1″ зх. д. / 38.72972° пн. ш. 9.15028° зх. д.
П́арке (порт. Parque) — станція Лісабонського метрополітену. Це одна з перших одинадцяти станцій метро у Лісабоні. Знаходиться у центральній частині міста Лісабон в Португалії. Розташована на Синій лінії (або Чайки), між станціями «Сан-Себаштьяу» та «Маркеш-де-Помбал». Станція берегового типу, глибокого закладення. Введена в експлуатацію 29 грудня 1959 року. Станція зазнала реконструкції у 1994 році (було продовжено  платформи для посадки і повністю змінено декорацію). Належить до першої зони, вартість проїзду в межах якої становить 1,40 євро. Назва станції пов'язана з парком Едуарда VII, поблизу якої вона знаходиться (порт. Parque Eduardo VII).

## Опис
За архітектурою станція є однією з найкрасивіших у Лісабонському метрополітені. Архітектор — Francisco Keil do Amaral, художні роботи виконала — Maria Keil (первинний вигляд станції). При реконструкції у 1994 році архітектор — Sanchez Jorge, художні роботи виконали — Françoise Schein, Federica Matta, які за основу декорації використали розмальовані у синіх тонах облицювальні плитки, що утворюють композиції у вестибюлі і на стінах станції. Тематика декорації — Права людини. Станція має один вестибюль наземного типу, в якому розміщено меморіал, присв'ячений відомому португальському дипломатові Аріштідешу де Соуза Мендеш. На станції заставлено тактильне покриття.  

## Режим роботи[4]
Відправлення першого поїзду відбувається з кінцевих станцій лінії:
- ст. «Амадора-Еште» — 06:30
- ст. «Санта-Аполонія» — 06:30

Відправлення останнього поїзду відбувається з кінцевих станцій лінії:
- ст. «Амадора-Еште» — 01:00
- ст. «Санта-Аполонія» — 01:00

## Галерея зображень

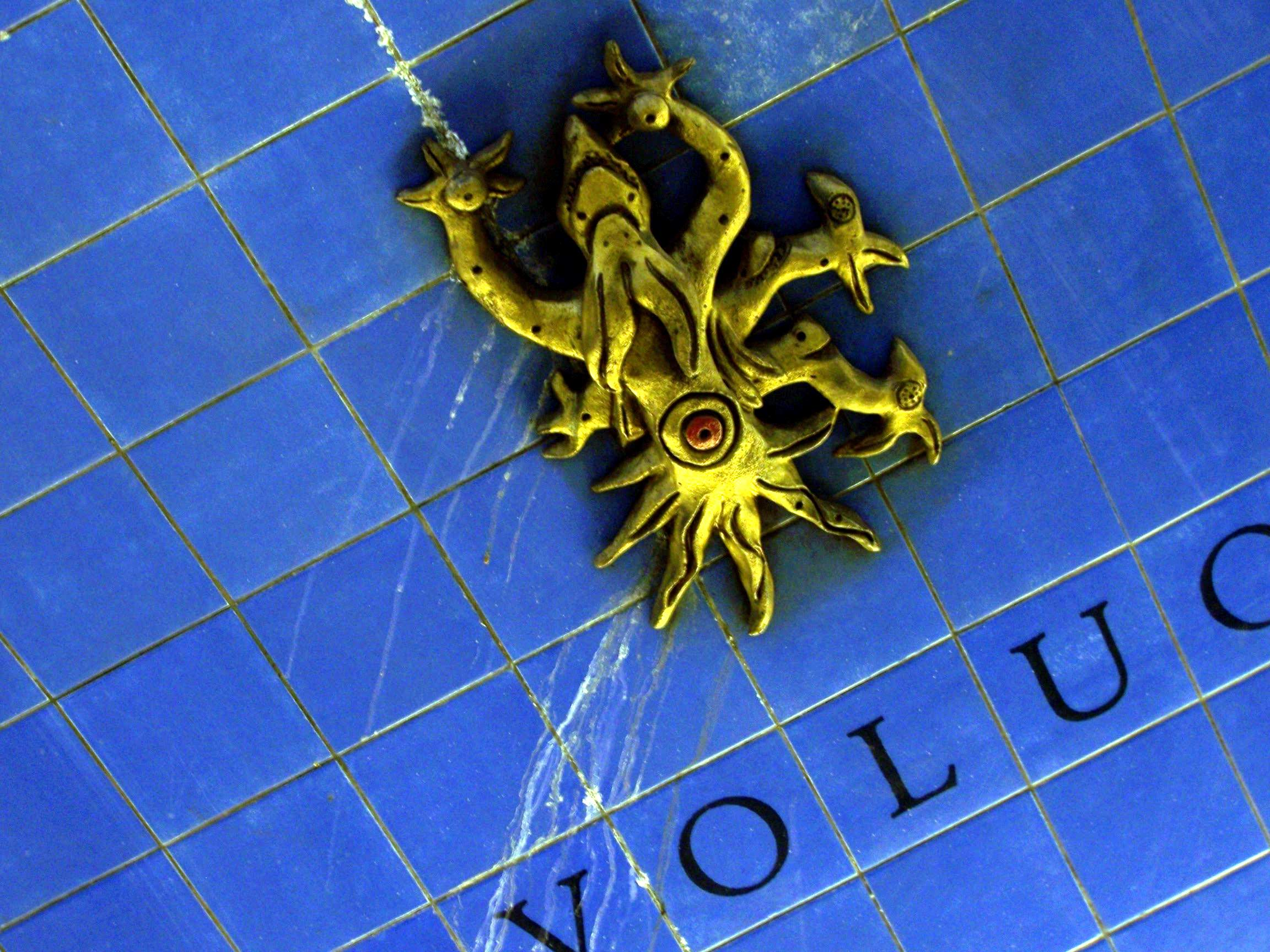
Деталь декорації станції
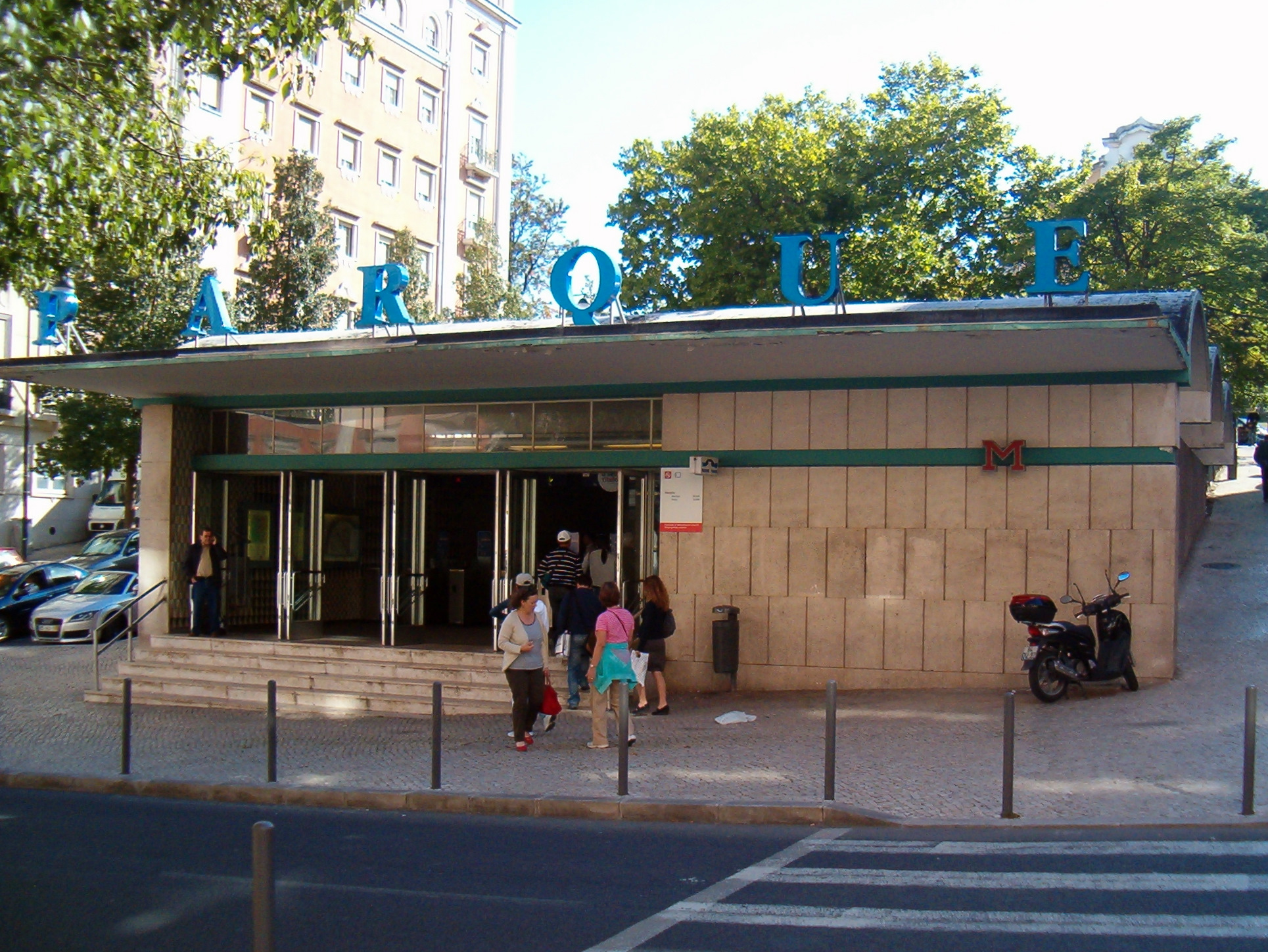
Зовнішній вигляд станції (вхід з вулиці)